# Banatski Despotovac

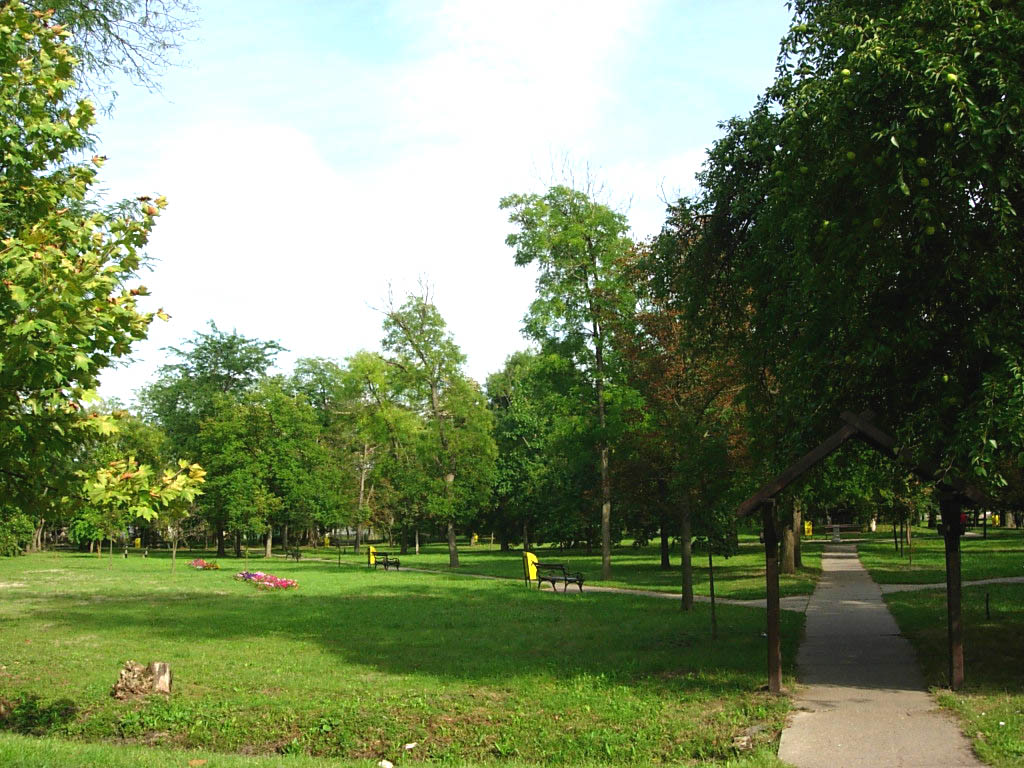
Parken i centrala Banatski Despotovac

Banatski Despotovac (serbisk kyrilliska: Банатски Деспотовац) är en by belägen i Zrenjanin kommun, Serbien.
Enligt folkräkningen 2002 hade byn en befolkning på 1 620 personer.